# رافائل پرسوناز
رافائل پرسوناز (به انگلیسی: Raphaël Personnaz) (زاده ۲۳ ژوئیه ۱۹۸۱)، بازیگر فرانسوی است.
از فیلم‌های معروف او می‌توان از بازی در فیلم‌های آنا کارنینا، دوست‌دختر جدید، بخت زندگی‌ام و نیکی لارسون و عطر کوپید نام برد.